# Poul Kjær Poulsen
Poul Anders Kjær Poulsen (født 16. maj 1952 i Bredstrup, Fredericia) er en tidligere dansk håndboldspiller som deltog under Sommer-OL 1980.
Han spillede for håndboldklubben Skovbakken.
I 1980 spillede han på det danske håndboldlandshold som endte på en niendeplads under Sommer-OL. Han spillede i alle seks kampe og scorede 18 mål.